# Nhà thờ Thánh sử Luca ở Brežany
Nhà thờ Thánh sử Luca ở Brežany (tiếng Slovakia: Chrám svätého Lukáša Evanjelistu v Brežany) là một nhà thờ Công giáo Hy Lạp được xây dựng bằng gỗ, tọa lạc tại làng Brežany, vùng Prešov, Slovakia. Vào ngày 17 tháng 4 năm 1963, nhà thờ này được ghi danh vào Danh sách Di tích Trung ương theo quyết định của Bộ Văn hóa Cộng hòa Slovakia.

## Lịch sử
Nhà thờ Thánh sử Luca ở Brežany được xây dựng vào năm 1727. Nhà thờ được trùng tu vào nửa sau thế kỷ 18, cụ thể là vào năm 1773.

## Miêu tả
Về mặt kiến trúc, nhà thờ Thánh sử Luca ở Brežany là một tòa nhà gỗ bao gồm ba phần với một số đặc điểm của kiến trúc Gothic thường thấy ở các nhà thờ Công giáo La Mã. Cung thánh được đặt ở vị trí tạo thành một thể thống nhất với gian giữa. Niên đại của nhà thờ là từ năm 1727 được viết phía trên lối vào được thiết kế theo lối kiến trúc Gothic.
Nhà thờ bắt đầu mang một số nét của phong cách kiến trúc Baroque từ sau lần trùng tu năm 1773. Một tháp chuông được xây riêng, không xây liền với cấu trúc mái của nhà thờ. Tháp chuông được lợp bằng các phiến đá và có mái hình chóp.